# Пардзаника
Пардза̀ника (на италиански: Parzanica; на ломбардски: Parzanega, Парзанега) е село и община в Северна Италия, провинция Бергамо, регион Ломбардия. Разположено е на 753 m надморска височина. Населението на общината е 362 души (към 2017 г.).